# Amanirena
Amanirena ali Amanirenas je bila od okoli leta 40 pr. n. št. do okoli 10 pr. n. št. kraljica Kraljestva Kuš, * 60.-50. leta pr. n. št., † okoli 10 pr. n. št.
Njen popoln vladarski naslov je bil  Amnirense qore li kdwe li (Amanirena, kralj in kraljica).
Amanirena je bila ena od najslavnejših kušitskih kraljic, ker je poveljevala kušitski armadi v vojni proti Rimljanom, ki je trajala pet let od 27 pr. n. št. so 22 pr. n. št. Po začetni zmagi v napadu Kušitov na rimski Egipt se je morala po napadu Gaja Petronija umakniti. Med državama je bila vzpostavljena nova meja v Hiere Sicaminos (Maharraqa). Amanirena je opisana kot hrabra ženska in slepa na eno oko.
Iz meroitskih napisov, na katerih se naslavlja kot kralj (qore) in kraljica (kandake), je moč sklepati, da je bila vladajoča kraljica. Njeno ime se povezuje s Teritekasovim in Akinidadovim, vendar povezave med njimi v zgodovinskih zapisih  niso jasne.

## Konflikt z Rimljani

### Prve bitke
Ko je bil Elij Gal, prefekt ali glavni magistrat Egipta, leta 24 pr. n. št. na pohodu v Arabijo, so Kušiti napadli spodnjo Nubijo. Amanirena in Akinidad sta premagala rimsko vojsko pri Sienah in Filah.
Strabon je poročal o "srditi enooki kraljici Kandake", ki je leta 25. pr. n. št. zavzela vrsto rimskih utrdb v južnem Egiptu. Njena vojska se je vrnila z bronasto glavo cesarja Avgusta, sneto z njegovga kipa.  "Odsekano glavo slavnega cesarja je nato pokopala pod stopnicami templja, posvečenega zmagi". Glavo so leta 1912 našli v Meroëju in je zdaj v Britanskem muzeju.

### Petronijev pohod v Nubijo
Kušite je pozneje istega leta iz Siren pregnal Gaj Petronij, ki je zdaj opravljal funkcijo rimskega prefekta v Egiptu. Po podrobnem Strabonovem  poročilu (17: 53–54) so rimske čete prodrle daleč v Kuš in dosegle Napato. Kasneje so se umaknile proti severu,  vendar so za seboj pustile garnizijo v Qasr Ibrimu (Primis), ki je postal meja Rimskega cesarstva. Kušiti so ponovno poskusili zasesti Primis, vendar je Petronij ta poskus preprečil.
Po tem dogodku so se začela pogajanja. Meroiti so k cesarju Avgustu, ki je bil takrat na Samosu, poslali posrednike. Leta 21/20 pr. n. št. je bil sklenjen za Meroite presenetljivo ugoden mirovni sporazum, po katerem so se Rimljani umaknili iz trideset milj širokega pasu, vključno s Primisom. Meroitom ni bilo treba plačevati davkov rimskemu cesarju. Po drugi strani so Rimljani še naprej obdržali  Dodekashoinos (dvanajst milj široko ozemlje) kot vojaško mejno območje, tako da je meja zdaj ležala blizu Hiere Sycaminos (Maharraqa).  
Ta ureditev je trajala do konca 3. stoletja n. št. Odnosi med Meroëm in Rrimskim Egiptom so bili v tem času na splošno mirni. Kraljestvo Kuš je v 1. ali 2. stoletju n. št. začelo izgubljati svojo moč.